# 2003-as Formula–1 amerikai nagydíj
A 2003-as Formula–1 világbajnokság tizenötödik futama az amerikai nagydíj volt.

## Futam
| Helyezés | Rajtszám | Versenyző             | Csapat/Motor     | Futott kör | Idő/Kiesés oka | Rajthely | Pont |
| -------- | -------- | --------------------- | ---------------- | ---------- | -------------- | -------- | ---- |
| 1        | 1        | Michael Schumacher    | Ferrari          | 73         | 1h33:35.997    | 7        | 10   |
| 2        | 6        | Kimi Räikkönen        | McLaren-Mercedes | 73         | + 18.258       | 1        | 8    |
| 3        | 10       | Heinz-Harald Frentzen | Sauber-Petronas  | 73         | + 37.964       | 15       | 6    |
| 4        | 7        | Jarno Trulli          | Renault          | 73         | + 48.329       | 10       | 5    |
| 5        | 9        | Nick Heidfeld         | Sauber-Petronas  | 73         | + 56.403       | 13       | 4    |
| 6        | 3        | Juan Pablo Montoya    | Williams-BMW     | 72         | + 1 kör        | 4        | 3    |
| 7        | 11       | Giancarlo Fisichella  | Jordan-Ford      | 72         | + 1 kör        | 17       | 2    |
| 8        | 15       | Justin Wilson         | Jaguar-Cosworth  | 71         | + 2 kör        | 16       | 1    |
| 9        | 21       | Cristiano da Matta    | Toyota           | 71         | + 2 kör        | 9        |      |
| 10       | 19       | Jos Verstappen        | Minardi-Cosworth | 69         | + 4 kör        | 19       |      |
| 11       | 18       | Nicolas Kiesa         | Minardi-Cosworth | 69         | + 4 kör        | 20       |      |
| Ki       | 16       | Jacques Villeneuve    | BAR-Honda        | 63         | Motorhiba      | 12       |      |
| Ki       | 12       | Ralph Firman          | Jordan-Ford      | 48         | Kicsúszás      | 18       |      |
| Ki       | 5        | David Coulthard       | McLaren-Mercedes | 45         | Váltóhiba      | 8        |      |
| Ki       | 8        | Fernando Alonso       | Renault          | 44         | Motorhiba      | 6        |      |
| Ki       | 17       | Jenson Button         | BAR-Honda        | 41         | Motorhiba      | 11       |      |
| Ki       | 20       | Olivier Panis         | Toyota           | 27         | Kicsúszás      | 3        |      |
| Ki       | 14       | Mark Webber           | Jaguar-Cosworth  | 21         | Kicsúszás      | 14       |      |
| Ki       | 4        | Ralf Schumacher       | Williams-BMW     | 21         | Kicsúszás      | 5        |      |
| Ki       | 2        | Rubens Barrichello    | Ferrari          | 2          | Baleset        | 2        |      |

## A világbajnokság élmezőnyének állása a verseny után
| H  | Versenyzők         | Pont | H  | Konstruktőrök    | Pont |
| -- | ------------------ | ---- | -- | ---------------- | ---- |
| 1. | Michael Schumacher | 92   | 1. | Ferrari          | 147  |
| 2. | Kimi Räikkönen     | 83   | 2. | Williams-BMW     | 144  |
| 3. | Juan Pablo Montoya | 82   | 3. | McLaren-Mercedes | 128  |
| 4. | Ralf Schumacher    | 58   | 4. | Renault          | 84   |
| 5. | Fernando Alonso    | 55   | 5. | Sauber-Petronas  | 19   |

## Statisztikák
Vezető helyen:
- Kimi Räikkönen: 18 (1-18)
- Michael Schumacher: 36 (19 / 38-47 / 49-73)
- Mark Webber: 2 (20-21)
- David Coulthard: 1 (22)
- Jenson Button: 15 (23-37)
- Heinz-Harald Frentzen: 1 (48)

Michael Schumacher 70. (R) győzelme, 56. (R) leggyorsabb köre, Kimi Räikkönen 2. pole-pozíciója.
- Ferrari 166. győzelme.
- Michael Schumacher 122., Kimi Räikkönen 13., Heinz-Harald Frentzen 18. dobogós helyezése.